# 2549 Baker
A 2549 Baker (ideiglenes jelöléssel 1976 UB) a Naprendszer kisbolygóövében található aszteroida. A Harvard Obszervatórium fedezte fel 1976. október 23-án.